# Kradenan (Palang)
Kradenan is een bestuurslaag in het regentschap Tuban van de provincie Oost-Java, Indonesië. Kradenan telt 2681 inwoners (volkstelling 2010).